# Om hästar och män
Om hästar och män (originaltitel: Hross í oss) är en isländsk dramafilm från 2013 i regi av Benedikt Erlingsson. Den utspelar sig på den isländska landsbygden och berättar ett antal historier om människans förhållande till hästar. Filmen släpptes på Island den 28 augusti 2013. Den internationella premiären skedde vid filmfestivalen i San Sebastián samma år. Filmen tävlade vid Göteborg Film Festival 2014 och fick FIPRESCI-priset och publikpriset för bästa nordiska film. Den tilldelades Eddapriset i sex kategorier, däribland Bästa film, och var Islands Oscarsbidrag för Bästa icke-engelskspråkiga film vid Oscarsgalan 2014. Den tilldelades Nordiska rådets filmpris med motiveringen att den är "en egensinnigt originell film med rötter i den isländska sagotraditionens lakoniska humor".

## Rollista (i urval)
- Helgi Björnsson – Egill
- Charlotte Bøving – Solveig
- Sigríður María Egilsdóttir – Jóhanna
- Maria Ellingsen – Veterinär
- Juan Camillo Roman Estrada – Juan Camillo
- Halldóra Geirharðsdóttir – Ása
- Erlingur Gíslason – Präst
- Kristbjörg Kjeld – Hildur
- Steinn Ármann Magnússon – Vernhardur
- Kjartan Ragnarsson – Grimur
- Atli Rafn Sigurðsson – Óli
- Ingvar Eggert Sigurðsson – Kolbeinn